# Лоренцо Монако
Лоренцо Монако (имя до пострига Пьеро ди Джованни; ок. 1370 года, Сиена (?) — 1425 год, Флоренция) — живописец раннего итальянского Возрождения, периодов проторенессанса и кватроченто флорентийской школы.

## Биография
Точная дата рождения художника неизвестна. Исследователи сходятся на том, что он родился около 1370 года (разные авторы высказывают предположения от 1367 года до середины 1370-х). Место рождения Лоренцо так же нельзя считать точно установленным фактом. В одном раннем документе утверждается, что он выходец из прихода церкви Сан-Микеле-Висдомини во Флоренции, в другом архивном документе от 29 января 1415 года он фигурирует как «don Lorenzo dipintore da Siene», то есть «дон Лоренцо живописец из Сиены», однако некоторые эксперты считают, что эта запись недостаточно чёткая и поэтому неправильно интерпретирована.
Лоренцо Монако в переводе означает Лоренцо-монах, но живописью Лоренцо начал заниматься ещё до того, как поступил в Камальдульский монастырь и стал монахом. Его обучение и первые шаги в искусстве связывают с мастерской Аньоло Гадди. Об этом свидетельствует их совместная работа над полиптихом для капеллы Нобили во флорентийском храме Санта Мария дельи Анджели (ит.). Согласно документам, полиптих был создан в 1387-1388 годах, все крупные его части расписал Аньоло Гадди, а картины пределлы Лоренцо Монако. С другой стороны, исследователи не уверены, что Лоренцо начинал именно как станковый живописец, а не миниатюрист, поскольку он много лет посвятил книжной миниатюре, и не исключено, что обретал навыки не столько в мастерской Гадди, сколько в скриптории Камальдульского монастыря, где в то время работали лучшие художники-миниатюристы Флоренции — Дон Симоне и Дон Сильвестро деи Герардуччи. Существует предположение, что Лоренцо мог принять монашеский постриг исключительно для возможности работы в скриптории, чтобы обучаться у этих выдающихся мастеров миниатюры.
10 декабря 1391 года начинающий живописец поступил в Камальдульский монастырь, принял постриг и изменил полученное при рождении имя Пьеро ди Джованни на монашеское, принятое им в честь святого Лаврентия, — Лоренцо ди Джованни. 21 сентября 1392 года он получил сан суб-дьякона, а 26 февраля 1396 года стал дьяконом. Однако, монастырская служба не была помехой его занятиям живописью, и с этим полностью было согласно начальство Камальдульского монастыря.
Камальдулы являются подразделением ордена бенедиктинцев. Первую монашескую коммуну во Флоренции они создали ещё в 1022 году. В 1295 году камальдульцы основали во Флоренции монастырь, посвящённый Святой Марии Ангелов (Санта Мария дельи Анджели), построив его за воротами Порта ди Балла. Этот монастырь сыграл значительную роль в духовной жизни Флоренции, как религиозной, так и культурной. Особенно эта роль была заметна, когда приором флорентийских камальдульцев в 1400—1431 годах был Амброджо Траверсари, который впоследствии стал генералом камальдульского ордена. При нём не только воплощались значительные художественные проекты, но и велись гуманистические дискуссии, в которых принимали участие такие выдающиеся деятели, как Никколо Никколи, Козимо и Лоренцо Медичи, Карло Марсуппини и Джанноццо Манетти. С большой вероятностью можно утверждать, что гуманизация готической живописи начала XV века, послужившая основой для дальнейшего расцвета Ренессанса, была отражением философских и богословских дискуссий, проходивших в недрах монашеских общин Италии.
В 1402 году Лоренцо упоминается в документе, как житель округа Сан Бартоло аль Корсо, расположенного в самом центре Флоренции. Исследователи полагают, что он обосновался там и открыл свою мастерскую сразу после 1396 года, когда получил сан дьякона. Несмотря на вполне мирской образ жизни, Лоренцо никогда не забывал о монашеском статусе, и в надписи на самом известном своём произведении «Коронование Девы Марии» (1414, Уффици, Флоренция) сообщает о себе: «монах Камальдульского Ордена». К началу 1400-х годов он уже имел репутацию выдающегося мастера религиозной живописи.
В 1415 году, учитывая большой вклад, который художник внёс в прославление ордена и его духовных принципов своими работами, руководство монастыря передало в пользование Лоренцо дом с садом для проживания и содержания мастерской. Его известность вышла за пределы монастыря и выразилась в получении многочисленных заказов. Успех живописи Лоренцо в церковных кругах в 1420-х годах подтверждается большим числом исполненных произведений, и не только для камальдульцев. Среди них знаменитое «Поклонение волхвов», которое художник написал для алтаря храма Св. Эгидия в госпитале Санта Мария Нуова во Флоренции (ныне в Уффици, Флоренция).
За приблизительно 25 лет существования мастерская Лоренцо Монако выполнила множество работ. Особенно продуктивным был период после 1415 года, когда Лоренцо был пожалован дом с садом, а его мастерская, судя по всему, была значительно расширена. В пользу такого предположения свидетельствует большое количество дошедших до нас работ, выполненных после 1415 года. В основной массе это не крупные произведения для церквей, а камерного размера работы для частных лиц.
О самой мастерской сохранилось немного сведений. Среди имён учеников и ассистентов, упоминаемых в документах, исследователи смогли идентифицировать только одного художника — Франческо д’Антонио. Однако влияние Лоренцо на молодых живописцев следующего поколения, таких как Фра Анджелико и Мазолино, подтверждается их ранними произведениями, в которых те копировали художественные приёмы Лоренцо Монако. Поздние произведения мастера очень часто выполнялись с помощью его учеников и ассистентов.
Во втором издании своих «Жизнеописаний» Джорджо Вазари сообщает, что Лоренцо скончался в возрасте 55 лет от жестокого абсцесса, мучившего его много месяцев, и был погребён в главном зале монастыря Санта Мария дельи Анджели, который со временем стал почётным местом захоронения высокопоставленных клириков и выдающихся монахов. Насколько справедливо сообщение Вазари сказать трудно, так как в его «Жизнеописании живописца Дон Лоренцо монаха монастыря дельи Анджели во Флоренции» содержится множество неточностей. В документах Лоренцо Монако последний раз упоминается 7 августа 1422 года. По всей вероятности, смерть настигла его вскоре после этой даты. Согласно Леви д’Анкона (1958), Лоренцо скончался 24 мая 1424 года. Так или иначе, но в документе о дальнейшем использовании его имущества, составленном в 1426 году, художник фигурирует как умерший.

## Творчество
За Лоренцо Монако закрепилась репутация выдающегося итальянского мастера интернациональной готики, однако в действительности его творчество не было столь однозначным. В связи с тем, что станковой живописи он обучался у Аньоло Гадди — сына Таддео Гадди (ок. 1300—1366), который в свою очередь был прямым учеником великого Джотто, Лоренцо усвоил художественные приёмы семейства Гадди, которые лежали в русле джоттовской традиции. Наследие Джотто послужило тем базисом, от которого отталкивался художник в своих экспериментах по адаптации готической живописи.
Влияние Аньоло Гадди видно во многих ранних работах мастера — от станковых произведений до книжной миниатюры. Джоттовская традиция особенно очевидна в картинах пределлы полиптиха из капеллы Нобили в ц. Санта Мария дельи Анджели (документирован в 1387—88 годы) — сцена «Пир Ирода» там практически скопирована с фрески Джотто на ту же тему, исполненной в капелле Перуцци флорентийского храма Санта Кроче. Тем не менее, в эти же 1380-е годы Лоренцо пишет и вполне готические по стилю работы, как, например, «Мадонна Смирение со святыми» (1385—1390 годы) из Галереи Академии, Флоренция, в которой присутствуют все элементы поздней готики: изысканная и чувственная линия рисунка, сияющие краски и тонкая работа кисти.
Между 1380 и 1410 м годами Лоренцо, как и большинство флорентийских художников, использовал иконографические мотивы и формальный язык характерный для первой половины XIV века. 1395—1400 годы отмечены у него возвращением к джоттовской традиции, о чём свидетельствует полиптих, выполненный им в 1398—1400-х годах для капеллы Кьяро Ардингелли в храме Санта Мария дель Кармине. Но уже ок. 1400 года он пишет «Моление о чаше» (Галерея Академии, Флоренция), произведение, которое ряд исследователей считает «неоготической фазой» в его творчестве.
Решительный поворот к готике происходит в начале 1400х годов, когда Лоренцо создаёт целый ряд произведений в новом стиле. Полагают, что причиной этого было влияние новых скульптурных рельефов Лоренцо Гиберти и готической живописи Герардо Старнины, который в 1401 году приехал во Флоренцию из Испании. Если сравнить триптих «Мадонна Смирение со святыми», написанный в 1404 году (Эмполи, Музей ц. Колледжата ди Сант Андреа), где по-джоттовски приземистые, весомые фигуры он старается задрапировать складками одежды, с иными его работами этого времени, написанными уже в конкретном готическом стиле — «Пьета с символами страстей» (1404 г., Галерея Академии, Флоренция) или «Оплакивание Христа» (1408 г., Народная галерея, Прага), то разница очень заметна. В дальнейшем художник по сути лишь «шлифовал и полировал» свой новый формальный язык, создавая великолепные алтарные композиции для флорентийских храмов.
Его поздний период, 1420-е годы, совпал по времени с творчеством Мазаччо, для которого был характерен новый интерес к реалистическому отображению человека, однако на произведениях Лоренцо это никак не отразилось. Более того, похоже, что мастер двигался в совершенно противоположном направлении: фигуры в его поздних работах ещё более удлинены, а пейзажные фоны пронизаны мистицизмом с сюрреалистическим оттенком. Исследователи рассматривают его позднее творчество как последнюю попытку сопротивления новой ренессансной живописи, предпринятую во флорентийском искусстве. Тем не менее, современные эксперты считают его важной фигурой переходного периода конца XIV — начала XV веков, чьё творчество, если его брать в целом, послужило своеобразным мостом, перекинутым от джоттовской традиции XIV века, через готику, к новой ренессансной живописи.
Историки искусства считают, что именно благодаря тому, что его творчество шло вразрез с основной ренессансной тенденцией, искусство Лоренцо было забыто после его смерти очень скоро и на несколько столетий. Интерес к нему возродился только в XIX веке, когда в Европе распространилась мода на готику и дорафаэлевскую живопись.
Поскольку во времена Лоренцо Монако живопись маслом по холсту не была распространена в Италии, свои станковые работы он писал темперой по дереву, а во фресках использовал водяные краски.

## Основные произведения
Кисти Лоренцо Монако сегодня приписывают примерно полторы сотни станковых работ и фресок, а также множество книжных миниатюр.
Принято считать, что самой ранней станковой работой мастера являются картины пределлы к полиптиху, написанному Аньоло Гадди для капеллы Нобили в храме Санта Мария дельи Анджели во Флоренции. Полиптих был заказан Бернардо ди Чино Бартолино деи Нобили, который в июле 1387 г. выделил деньги на строительство капеллы в честь своей умершей супруги Пьеры дельи Альбицци, скончавшейся в феврале того же года. Это позволило датировать полиптих 1387-8 годами. Основная часть его была написана Аньоло Гадди (средний ряд хранится в Берлине, Гос. музеи, верхний ряд в частном собрании). Кисти Лоренцо Монако принадлежат только картины пределлы, которых, по всей вероятности, было 7 штук. Из них известны три картины, хранящиеся в Лувре, Париж («Пир Ирода», «Распятие», «Св. Иаков и Гермоген/Мученичество св. Иакова»); кроме этого, «Крещение Христа» (Лондон, Национальная галерея), «Гермоген бросает в реку книги о магии» (Частное собрание, США) и «Коленопреклонённая Пьера дельи Альбицци с дочерьми» — известна только по фотографии, так как местонахождение работы на сегодня не установлено.
- Крещение Христа, Лондон НГ
- Пир Ирода, Лувр, Париж
- Распятие, Лувр, Париж
- Св. Иаков и Гермоген/Мученичество св. Иакова, Лувр, Париж
- Гермоген бросает в реку книги о магии, Частное собрание
- Коленопреклонённая Пьера дельи Альбицци с дочерьми, Частное собрание

«Полиптих Сан-Гаджо» (полиптих св. Гая), вероятно, был первой большой самостоятельной работой художника. Лоренцо написал его в 1388—1390 годах. Предполагают, что полиптих служил алтарём в храме Санта Катерина аль Монте и Сан Гаджо, находившемся при монастыре августинок во Флоренции. Полиптих был разобран, разошёлся по разным музеям и был воссоединён только на время выставки, посвящённой Лоренцо Монако, прошедшей в 2006 году. Большой верхний пинакль — «Коронование Марии» (Лондон, Институт Курто); боковые панели: «Св. Екатерина Александрийская/вверху — Благовестуемая Мария» и «Св. Гай/вверху — Ангел Благовещения» в Галерее Академии, Флоренция; картины пределлы: «Мученичество св. Екатерины» (Берлин, Гос. Музеи), «Тайная вечеря» (Берлин, Гос. Музеи), «Мученичество св. Гая» (Музей изящных искусств, Санта Барбара). В пустом пространстве центральной части, вероятно, размещалась скульптурная группа или реликварий. По другой версии, открытое пространство связывало алтарь с нижней капеллой, в которой размещался монашеский хор.
- Коронование Марии, Лондон, Институт Курто
- Св. Екатерина и св. Гай, Галерея Академии, Флоренция
- Мученичество св. Екатерины, Берлин, Гос. музеи
- Тайная вечеря, Берлин, Гос. музеи
- Мученичество св. Гая, Музей изящных искусств, Санта Барбара

«Полтиптих Кармине» был создан в 1398—1400 годах для капеллы Кьяро Ардингелли во флорентийском храме Санта Мария дель Кармине. В дальнейшем он был разобран, и его отдельные части оказались в разных музеях. Средний ряд: в центре — «Мадонна с младенцем на троне» (Толедо, Музей искусства), справа «Св. Иероним и Иоанн Креститель» (Галерея Академии, Флоренция), слева: «Св. Пётр и св. Павел» (Галерея Академии, Флоренция). Картины пределлы: «Покаяние св. Иеронима» (Частное собрание), «Иоанн Креститель удаляется в пустыню» (Лисестер, Городской музей), «Рождество Христово» (Берлин, Гос. Музеи), «Мученичество св. Петра» (Балтимор, Галерея Уолтерса), «Мученичество св. Павла» (Принстон, Музей Университета). Четыре картины боковых пилястров: «Св. Доминик», «Св. Лаврентий», «Св. Стефан» и «Св. Франциск Ассизский» — все в Музее Герцога Антона Ульриха, Брауншвейг. Оригинальная деревянная рама полиптиха не сохранилась, поэтому представить сегодня, как выглядело это произведение в оригинале, невозможно.
- Мадонна с Младенцем на троне, Толедо, Музей искусства
- Св. Иероним, св. Иоанн Креститель, св. Пётр, св. Павел. Галерея Академии, Флоренция
- Покаяние св. Иеронима, Частное собрание
- Иоанн Креститель удаляется в пустыню, Лисестер, Городской музей
- Рождество, Берлин, Гос. Музеи
- Мученичество св. Петра, Балтимор, Галерея Уолтерса

«Моление о чаше» (ок. 1400 г., Галерея Академии, Флоренция). Произведение было написано для кармелитской церкви Санта Мария дельи Анджели, и служило в качестве алтарной картины. Пределла алтаря содержит два сюжета: «Поцелуй Иуды» и «Арест Христа».
Триптих «Мадонна Смирение со святыми Домнином, Иоанном Крестителем, Петром и Антонием-аббатом» (1404 г., Эмполи, Музей ц. Колледжата ди Сант Андреа). Ранее триптих находился в алтаре местной церкви Сан Доннино (Св. Домнина) до тех пор, пока храм не был секуляризован в 1784 году. В нижней части триптиха сохранилась дата — 1404 год, и это самое раннее произведение Лоренцо, несущее на себе дату изготовления. Триптих написан в поздне-джоттовской манере.
«Муж печалей со сценами и орудиями страстей» (1404 г., 267 x 170 см. , Галерея Академии, Флоренция). Изображён мертвый Христос, которого поддерживают Богородица и Иоанн Богослов, в окружении предметов его истязания и сюжетов из его жития («Поцелуй Иуды», «Умывание рук» и т. д.). В верхней части пеликан кормит своей кровью птенцов — символ самопожертвования. На картине есть дата — 1404г; в нижней части 2 раза изображён герб, который до сих пор не идентифицирован. Поэтому неизвестен ни заказчик, ни место, где находилось произведение до того, как в 1871 году попало в руки Уильяма Спенса, художника и дилера, жившего во Флоренции.
«Триптих Сан Лоренцо» («Триптих св. Лаврентия», 1407 г., 162х150 см, Музей Пти Пале, Авиньон). В центре изображён св. Лаврентий на троне в одеждах дьякона с пальмовой ветвью, книгой и кубком; его ноги на решётке — символе его мученичества. На левой панели — святая (или святой) которую не могут точно идентифицировать: возможно, это Агнесса, или Екатерина, а возможно и св. Ансаний, покровитель Сиены. На правой, судя по поверженному дракону — Маргарита Антиохийская. В надписи на раме сохранилась дата — 1407 г. Происходит из ц. Сан Сальваторе в Валле Монтелоро, поселении, недалеко от Флоренции.
Триптих «Оплакивание Христа» (1408 г., центр. часть, 67х29 см; Прага, Национальная Галерея), «Моление о чаше» и «Жёны-мироносицы у гроба» (1408 г., створки, каждая 66х13 см; Париж, Лувр). Происхождение этого небольшого триптиха неизвестно. Судя по размерам, он был написан для частных покоев. Створки из Лувра ранее приписывались Джентиле да Фабриано, однако со времён Кавальказелле атрибутированы Лоренцо Монако.
- Моление о чаше, ок. 1400, Галерея Академии, Флоренция
- Мадонна Смирение со святыми Домнином, Иоанном Крестителем, Петром и Антонием-аббатом, 1404, Эмполи, музей ц. Колледжата ди Сант Андреа
- Муж печалей со сценами и орудиями страстей, 1404, Галерея Академии, Флоренция
- Триптих Св. Лаврентия, 1407, Музей Пти Пале, Авиньон
- Оплакивание Христа. 1408, центр. часть триптиха, Национальная галерея, Прага
- Моление о чаше и Жёны-мироносицы у гроба, 1408, створки триптиха, Лувр, Париж

Триптих «Благовещение со святыми» (1409 г., 210х229 см, Галерея Академии, Флоренция). В центре триптиха изображена сцена Благовещения с готическим изяществом, напоминающим аналогичное произведение Симоне Мартини. На боковых панелях, слева — св. Екатерина и св. Антоний-аббат, справа — св. Прокл и св. Франциск. Присутствие св. Прокла свидетельствует, что триптих, вероятно, происходит из флорентийского храма св. Прокла (Сан Проколо), который был закрыт в 1788 году, а вся его параферналия была перевезена в церковь Бадия, откуда в 1812 году триптих попал в Галерею Академии. На картине есть дата — 1409 г. Вверху в медальоне изображён Благословляющий Христос, в боковых медальонах были изображения пророков, один из которых (Исайя) обнаружен в частном собрании, США.
Триптих «Коронование Девы Марии» (1409 г., 217х334 см, Национальная галерея, Лондон). Триптих был заказан в 1407 году и завершён в 1409 для камальдульского монастыря Сан Бенедетто Фуори делла Порта а Пинти, находившегося за пределами Флоренции. Заказчиком выступил Лука ди Пьеро ди Раньери Берри, богатый член Гильдии банкиров (Арте дель Камбио). Когда во время осады Флоренции в 1529-30 годах монастырь был разрушен, триптих перевезли в капеллу Альберти в клуатре Санта Мария дельи Анджели, где его видел Вазари. Во время наводнения 1557 года триптих значительно пострадал. Затем в неизвестные годы от него отделили картины пределлы (три из них ныне в Национальной Галерее, Лондон), а также верхние пинакли со сценой Благовещения и Благословляющим Христом. Оригинальная рама триптиха не сохранилась. Специалисты предполагают, что первоначально это был такой же сложный полиптих, как «Коронование» из галереи Уффици, но в дальнейшем он был размонтирован, и остальные его фрагменты были утрачены.
В нижней части левой панели триптиха изображён основатель камальдульских бенедиктинцев св. Ромуальд, с ним в ряду — св. Иоанн Креститель и св. Матфей. В нижней части правой панели: св. Бенедикт с Уставом правил ордена, с ним в ряду — св. Иоанн Богослов и св. Пётр.
- Триптих "Коронование Девы Марии", левая панель: Святые
- Триптих "Коронование Девы Марии", центр. часть: Коронование
- Триптих "Коронование Девы Марии", правая панель:Святые
- Триптих "Коронование Девы Марии". Св. Бенедикт принимает в орден святых, картина пределлы
- Триптих "Коронование Девы Марии". Св. Бенедикт даёт распоряжение св. Мавру спасти святого Плакидо, картина пределлы
- Триптих "Коронование Девы Марии". Похороны св. Бенедикта, картина пределлы

«Алтарь Монте-Оливето» (1410 г., 274х259 см, Галерея Академии, Флоренция). Был заказан монахами-бенедиктинцами для ц. Сан Бартоломео монастыря в Монте Оливето, находившегося за воротами Сан Фредиано во Флоренции. Сохранился практически целиком. В центре полиптиха — Мадонна с младенцем на троне; по сторонам, слева — Иоанн Креститель, св. Варфоломей (вверху пророк Малахия), справа — св. Фаддей и св. Бенедикт (вверху пророк Исайя). В верхнем ряду на пинаклях изображены «Благословляющий Христос» и «Благовещение». Сохранились документы о выплате художнику денег за это произведение с 1407 по 1411 год; кроме того, на раме есть дата 1410 г.
«Триптих из Прато» (1410—1415 гг., 157х217 см, Прато, Городской музей). В центре изображена Мадонна с младенцем на троне в окружении ангелов. На боковых панелях: слева — св. Екатерина Александрийская и св. Бенедикт, справа — св. Иоанн Гуальберт и св. Агата. В верхней части боковых панелей — поясные изображения Ангела Благовещения, и Благовестуемой Марии. До 1784 года триптих находился в монастыре Сан Бартоломео делле Сакка в Прато, затем в Колледже Чиконьини, откуда в 1870 году поступил в Городской музей.
Полиптих «Коронование Девы Марии» (1413 г., 512х450 см, Уффици, Флоренция). Это крупнейшая станковая работа мастера и, вероятно, самая известная. Её считают шедевром флорентийской поздней готики. Сцену коронования Лоренцо разместил в едином пространстве с предстоящими святыми: все они опираются на синюю дугу со звёздами, которая символизирует семь небесных сфер в соответствии со средневековыми представлениями об устройстве Вселенной. Деву Марию и Христа окружают 16 ангелов, один из которых играет небесную музыку на портативном органе. Полиптих был исполнен для камальдульского храма Санта Мария дельи Анджели, поэтому среди предстоящих святых изображён основатель камальдульской ветви Бенедиктинского ордена св. Ромуальд (в белой одежде справа) рядом с которым Иоанн Богослов и св. Андрей. На левой стороне в белой одежде представлен основатель Бенедиктинского ордена св. Бенедикт, рядом с ним св. Пётр с ключом и Иоанн Креститель. В верхних пинаклях «Благословляющий Христос» и «Благовещение», в боковых пилястрах изображения святых и пророков.
Картины пределлы содержат 6 сюжетов из жития Богородицы и св. Бенедикта: «Похороны св. Бенедикта», «Монах Романо спускает пищу в пещеру св. Бенедикту / св. Бенедикт наставляет нерадивого монаха», «Рождество Христово», «Поклонение волхвов», «Св. Бенедикт даёт распоряжение св. Мавру спасти святого Плакидо/ св. Бенедикта посещает святая Схоластика Нурсийская», «Св. Бенедикт воскрешает монаха, погибшего под рухнувшей стеной». Один из лучших знатоков флорентийской живописи нач. XV века Лоренс Кантер (2006) считает, что, по крайней мере, две сцены из жития св. Бенедикта написаны молодым Фра Анджелико, который, как полагают, работал в это время в боттеге Лоренцо Монако. В нижней части сохранилась подробная надпись и дата по флорентийскому календарю — февраль 1413 г., что соответствует 1414 году по современному календарю.
Полиптих «Коронование Девы Марии» был заказан камальдульским приором Доменико ди Цзаноби ди Чекко дель Фраска и изначально украшал главный алтарь храма Санта Мария дельи Анджели, однако в силу изменившихся вкусов в 1593 году был заменён работой Алессандро Аллори (ныне в Галерее Академии, Флоренция). Далее он был перевезён в Бадия ди Сан Пьетро в Черрето, а в 1864 году поступил в Галерею Уффици, Флоренция.
«Поклонение волхвов» (ок. 1420 г., 144х177 см, Галеря Уффици, Флоренция). Картина происходит из флорентийского храма Сан Марко, но мнения о её заказчиках расходятся. Освальд Сирен (1905) считал, что картина была написана для главного алтаря храма Св. Эгидия, откуда, согласно документам, Лоренцо получил плату в 182 флорина в 1420-22 годах. Карл Стрелке (2008) выдвинул иную гипотезу, связав изготовление картины с «Братством волхвов» (Confraternita dei Magi), которое существовало при храме Сан Марко в начале XV века, и которое могло заказать картину.
Ранее «Поклонение волхвов» было центральной частью триптиха, который расформировали в конце XV века, когда в верхней части картины Козимо Росселли добавил изображения Благословляющего Христа, пророков и сцену Благовещения. Это самая яркая работа Лоренцо в стиле интернациональной готики, представленной здесь в самом концентрированном виде. Фигуры персонажей вытянуты по вертикали так, что ещё чуть-чуть и они будут выглядеть неестественно. Вся сцена с многочисленными персонажами представлена на фоне странной архитектуры и жутковатого мистического пейзажа. Картина из храма Сан Марко первоначально была перевезена в Галерею Академии, а в 1844 году в Галерею Уффици.
Капелла Бартолини Салимбени. Судя по всему, фресковая живопись не была любимым занятием Лоренцо Монако. Тем не менее, около 1420 г. он взялся за роспись капеллы Бартолини Салимбени во флорентийской церкви Санта-Тринита. Историки искусства отмечают, что немногочисленность фресок, созданных Лоренцо, компенсируется высоким качеством их живописи. Его фрески причисляют к несомненным шедеврам флорентийской поздней готики.
Строительство капеллы в 1405 году заказали богатые торговцы шёлком братья Салимбене и Бартоломео Бартолини Салимбени, жившие в приходе Санта Тринита, однако документы, касающиеся порядка и оплаты росписей капеллы, не сохранились. Предположение о том, что Лоренцо Монако расписал капеллу в 1420х годах, основано на стилистическом анализе. Лоренцо приписывают сцены из жития Девы Марии и изображения пророков на своде: Давида, Исайи, Малакии и Михея. На левой стене художник написал «Изгнание Иоакима из храма» (в люнете), «Благовещение Иоакиму» и «Встречу Иоакима и Анны у Золотых ворот»; на фронтальной стене — «Вознесение Марии» и «Чудо со снегом» (в люнете), «Рождество Марии» и «Введение Марии во храм» — по сторонам от алтаря; на правой стене — «Успение Марии» (в люнете) и «Обручение Марии». Все фрески имеют значительные утраты красочного слоя. В начале XVIII века фрески были забелены и заново открыты только в 1885-7 годах. Это единственный пример фресковой живописи, выполненный Лоренцо Монако.
Для этой же капеллы Лоренцо написал картину «Благовещение» (1420 годы; 300х274 см.), которая до сих пор украшает установленный там алтарь. В верхней части в медальонах портреты пророков, в боковых пилястрах изображения святых, (полагают, что пророки и святые написаны ассистентом мастера), под сценой Благовещения длинная надпись — цитата из Евангелия от Луки; картины пределлы представляют собой четыре сюжета из жития Девы Марии: «Встреча Марии и Елизаветы», «Рождество», «Поклонение волхвов» и «Бегство в Египет».

## Образы Мадонны с Младенцем
Лоренцо приписывается порядка сорока картин с изображением Мадонны с младенцем. Их иконография распадается на два основных типа — «Мадонна с младенцем на троне» с предстоящими святыми или без оных, и «Мадонна Смирение», когда Богородица изображена сидящей прямо на земле, или на подушке, лежащей на земле. Торжественные тронные Мадонны, как правило, были центрами триптихов или полиптихов. «Мадонны Смирение» редко были центрами полиптихов, их иконография несёт в себе более самодостаточный и интимный характер. Марвин Эйзенберг, автор монографии о Лоренцо Монако (1989), приводит 24 работы с изображением «Мадонны Смирение», приписанные художнику. Такая многочисленность отражает популярность этого иконографического типа Мадонны в его время, и не только среди доминиканцев, которые особенно выделяли эту добродетель. Известно, что приор флорентийских камальдульцев Амброджо Траверсари тоже проповедовал смиренность Богородицы как царицу добродетелей, от которой происходят все остальные добродетели, так же, как Христос произошёл от Марии.
Изображения «Мадонны Смирение» у Лоренцо обычно небольших размеров, так как были написаны для частных покоев. Заказчики этих работ большей частью неизвестны, известны только несколько первоначальных обладателей этих произведений. В основном это обычные миряне, но среди «Мадонн» Лоренцо есть, по крайней мере, две, одна из которых принадлежала семейству Медичи (Бруклинский Музей искусства), другая — семейству Альберти (Лувр).
- Мадонна Смирение, ок. 1400, Частное собрание
- Мадонна Смирение, 1400-1405, Ассизи, Музей
- Мадонна с младенцем на троне со святыми, 1408, Галерея Академии, Флоренция
- Мадонна Смирение, 1413, Национальная галерея искусства, Вашингтон
- Мадонна Смирение, 1415, Лувр, Париж
- Мадонна с младенцем на троне с шестью ангелами, 1415-20, Музей Тиссена Борнемисца, Мадрид
- Мадонна Смирение, 1415-20, Бруклинский Музей искусства
- Мадонна Смирение с двумя ангелами, 1420, Музей Лихтенштейна

Руке Лоренцо приписывают также несколько расписных крестов, выполненных в джоттовских традициях, несколько сцен «Распятия» и других евангельских сюжетов.

## Миниатюры
С 1385 года в скриптории камальдульского монастыря выдающийся художник-миниатюрист Дон Сильвестро деи Герардуччи со своим последователем Доном Симоне Камальдульским работал над украшением книг хоралов, принадлежащих монастырю. В начале 1390х годов эти мастера, как полагают, переключились на работу над другими заказами, оставив книги хоралов Лоренцо Монако. В результате им была создана серия превосходных иллюстраций, составивших одну из лучших страниц в живописи миниатюры.
После принятия пострига в 1391 году Лоренцо много работал в скриптории монастыря Санта Мария дель Анджели и большинство миниатюр было создано им для камальдульской обители. Но, судя по всему, он не ограничивался продукцией только для своего монастыря, работая и над чужими заказами. Самая ранняя его миниатюра «Пятидесятница вписанная в инициал S» обнаружена в градуале, иллюминированном Никколо ди Джакомо для оливетанского монастыря Сан Микеле ин Боско в Болонье (ок. 1390 г., Ms. 539; ныне в Городском музее Средневековья, Болонья). В этой работе эксперты усматривают влияние Аньоло Гадди. Эволюция стилистики миниатюры у Лоренцо шла параллельно с эволюцией его станковой живописи.
К 1390-м годам относят ещё ряд миниатюр: инициал из Хорала 13 (Библиотека Медичеа Лауренциана, Флоренция), четыре инициала, вырезанные из книг, хранящиеся в разных коллекциях (в Берлине, Гос. Музей — 2 экземпляра; в Музее Суермондта-Лудвига, Аахен; и в частной коллекции). В эти же годы Лоренцо проиллюстрировал Антифонарь для ц. Санта Мария Нуова во Флоренции (ныне в Музее Барджелло, Флоренция, Хорал С71; его датируют 1396 годом).
К его ранним миниатюрам относят также несколько инициалов со святыми и пророками в Антифонарях из ц. Санта Мария дель Анджели (ныне в Библиотеке Медичеа Лауренциана, Флоренция; Книги хоралов 1, 5, 8 и 7, их датируют соответственно 1396, 1394, 1395 и 1406 годами).
В 1409 и 1410 годах Лоренцо украсил своими миниатюрами три тома градуала из четырёх, в которых была выпущена эта книга. Как полагают, последней большой работой мастера были иллюстрации в двух томах Книги хоралов для ц. Санта Мария Нуова во Флоренции (Музей Барджелло, Хорал Е 70 и Н 74). С этой работой связывают два сохранившихся документа о выплате Лоренцо денег от 1412 и 1413 годов, однако, как считают эксперты, работа над двумя книгами хоралов продолжалась и десятилетие спустя после этих дат. Лоренцо работал над ними вместе с Маттео Торелли.
Нововведением Лоренцо в области миниатюры считают изобретённое им прямоугольное обрамление страниц в виде фигуративных орнаментов. Эта новация была продолжена Фра Анджелико.
- Пятидесятница вписанная в букву S, ок. 1390, Болонья, Городской музей средневековья
- Св. Павел, Книга хоралов 8, 1395, Библиотека Медичеа Лауренциана, Флоренция
- Иоанн Богослов, Инициал V, 1396, Хорал С 71, Музей Барджелло, Флоренция
- Св. Стефан, Хорал С71, 1396, Музей Барджелло, Флоренция
- Монашеский хор камальдульцев, Градуал,  Инициал О, 1410, Библиотека Медичеа Лауренциана, Флоренция
- Воскресение. Градуал, Книга хоралов 3, ок. 1410, Библиотека Медичеа Лауренциана, Флоренция
- Инициал D из Градуала Н 74, 1420-23, Музей Барджелло, Флоренция